# Acalles echinatus
Acalles echinatus är en skalbaggsart som först beskrevs av Ernst Friedrich Germar 1824.  Acalles echinatus ingår i släktet Acalles, och familjen vivlar. Arten är reproducerande i Sverige.